# Chelle-Debat
Chelle-Debat – miejscowość i gmina we Francji, w regionie Oksytania, w departamencie Pireneje Wysokie.
Według danych na rok 1990 gminę zamieszkiwało 189 osób, a gęstość zaludnienia wynosiła 22 osób/km² (wśród 3020 gmin regionu Midi-Pireneje Chelle-Debat plasuje się na 874. miejscu pod względem liczby ludności, natomiast pod względem powierzchni na miejscu 1199.).